# Eleição presidencial nos Estados Unidos em 1944
A eleição presidencial nos Estados Unidos em 1944 foi a quadragésima eleição presidencial do país. Ocorreu enquanto os Estados Unidos estava preocupado com os combates da Segunda Guerra Mundial. O presidente Franklin D. Roosevelt (FDR) estava no cargo mais do que qualquer outro presidente, mas manteve-se popular. Ao contrário de 1940, havia pouca dúvida de que Roosevelt iria concorrer para mais um mandato como o candidato democrata. Seu adversário republicano, em 1944, foi o governador de Nova Iorque Thomas E. Dewey. Dewey concorreu numa campanha enérgica, mas como seria de esperar, Roosevelt prevaleceu.
Esta foi a última eleição onde o candidato democrata venceu em todos os estados do sul.

## Processo eleitoral
A partir de 1832, os candidatos para presidente e vice começaram a ser escolhidos através das Convenções. Os delegados partidários, escolhidos por cada estado para representá-los, escolhem quem será lançado candidato pelo partido. Os eleitores gerais elegem outros "eleitores" que formam o Colégio Eleitoral. A quantidade de "eleitores" por estado varia de acordo com a quantidade populacional do estado. Em quase todos os estados, o vencedor do voto popular leva todos os votos do Colégio Eleitoral.

## Convenções

### Convenção Nacional doPartido Republicanode 1944
Em 1944, a nomeação republicana parecia ser de Wendell Willkie que havia sido candidato do partido em 1940, o senador Robert Taft que era o líder dos conservadores do partido, o governador de Nova Iorque Thomas E. Dewey, o general Douglas MacArthur que então estava servindo como um comandante dos Aliados, e o ex-governador de Minnesota Harold Stassen que então estava servindo como oficial naval dos EUA no Pacífico. No entanto, Taft surpreendeu a muitos ao anunciar que ele não era um candidato, em vez disso, ele expressou seu apoio para um companheiro conservador, o governador John W. Bricker de Ohio. Com Taft fora da corrida, alguns conservadores do Partido Republicano favoreceram o general MacArthur. No entanto, as chances de MacArthur foram limitados pelo fato de que ele estava conduzindo as forças aliadas contra o Japão, e, portanto, não poderia fazer campanha para a nomeação. Seus partidários inscreveram o seu nome nas primárias de Wisconsin. Na Convenção Nacional Republicana em Chicago, Dewey facilmente superou Bricker e foi indicado no primeiro escrutínio. Em uma tentativa de manter a unidade do partido, Dewey, um moderado, escolheu o Bricker conservador como seu companheiro de chapa; Bricker foi nomeado por aclamação.

### Convenção Nacional doPartido Democratade 1944
A 29ª Convenção Nacional Democrata foi realizada entre 19 e 21 de julho em Chicago. Franklin D. Roosevelt (FDR) estava popular, presente em tempo de guerra e enfrentou pouca oposição. Embora um número crescente de conservadores do partido - especialmente no sul do país - estavam cada vez mais cético em relação às políticas econômicas e sociais de Roosevelt, alguns deles ousaram se opor publicamente Roosevelt, e ele foi renomeado facilmente.
Embora os conservadores do partido não conseguiam parar de fazer FDR ganhar a nomeação, o declínio evidente na aparência física do presidente, bem como os rumores de problemas de saúde em segredo, levou muitos delegados e líderes partidários para se oporem fortemente a Henry A. Wallace. Wallace, que foi o segundo vice-presidente de Roosevelt, foi considerado pela maioria como sendo demasiado conservador de esquerda e pessoalmente excêntrico para ser o próximo na linha para a presidência. Muitos democratas estavam inquietos com as crenças espirituais de Nova Era de Wallace, e pelo fato de que ele havia escrito cartas codificadas para discutir sobre políticos proeminentes (como Roosevelt e Winston Churchill) ao seu controverso guru russo espiritual, Nicholas Roerich. Líderes partidários propuseram o senador de Missouri Harry S. Truman, um moderado que se tornou conhecido como o presidente de uma comissão do Senado que investigou a guerra, como novo companheiro de chapa de Roosevelt. Roosevelt, que, pessoalmente, gostava de Wallace e sabia pouco sobre Truman, relutantemente, concordou em aceitar Truman como seu novo companheiro para preservar a unidade do partido. Mesmo assim, muitos delegados liberais se recusaram a abandonar Wallace. A luta sobre a nomeação à vice-presidência provou ser histórico, como a saúde em declínio de FDR levou à sua morte em abril de 1945, e Truman, assim, tornou-se presidente da nação em vez de Wallace.

## Campanha

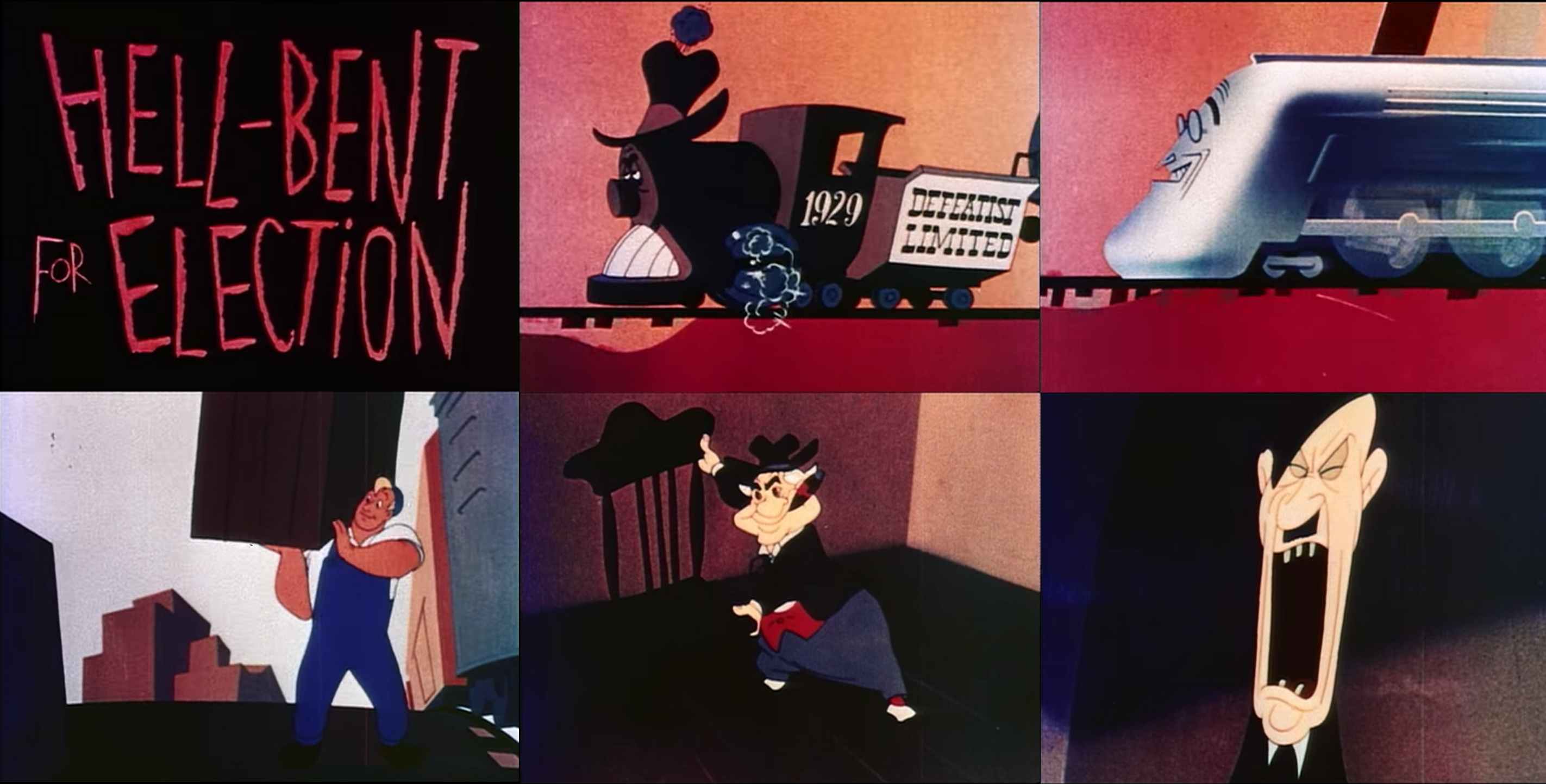
Fragmentos significativos do filme Hell Bent for Election, correspondentes à campanha eleitoral de Franklin D. Roosevelt nas eleições de 1944.

Os republicanos fizeram campanha contra o New Deal. No entanto, a contínua popularidade de Roosevelt foi o tema principal da campanha. Havia rumores de sua saúde precária, e Roosevelt insistiu em fazer um balanço da campanha vigorosa em outubro, e andava em carro aberto pelas ruas da cidade. Um ponto alto da campanha ocorreu quando Roosevelt, falando para uma reunião de líderes sindicais, fez um discurso realizado na rádio nacional em que ele ridicularizou as alegações dos republicanos de que seu governo era corrupto e perdulário com o dinheiro dos impostos. O discurso foi recebido com gargalhadas e aplausos dos líderes do trabalho. Em resposta, Thomas E. Dewey fez um discurso partidário em Oklahoma City, alguns dias depois na rádio nacional, no qual ele acusou Roosevelt de ser "indispensável" para corromper grandes organizações democratas e comunistas americanos, ele também se refere aos membros de FDR no gabinete como um "grupo heterogéneo". No entanto, sucessos no campo de batalha americanas na Europa e no Pacífico durante a campanha, como a libertação de Paris em agosto de 1944 e a Batalha de sucesso do Golfo de Leyte, nas Filipinas, em outubro de 1944, fez Roosevelt imbatível.
Na eleição de 7 de novembro de 1944, Roosevelt obteve uma vitória confortável sobre Dewey. Roosevelt levou 36 estados para 432 votos eleitorais, enquanto Dewey ganhou 12 estados e 99 votos no Colégio Eleitoral (266 eram necessários para ganhar). No voto popular Roosevelt ganhou 25 612 916 votos a 22 017 929 de Dewey. Dewey foi melhor contra o Roosevelt do que qualquer dos três adversários republicanos anteriores de FDR, e ele teve a satisfação pessoal de vencer na cidade natal de Franklin Delano Roosevelt em Hyde Park (Nova Iorque), e de ganhar cidade natal de Truman em Independence (Missouri). Dewey seria novamente o candidato presidencial republicano em 1948 e voltaria a perder, mas por uma margem muito menor.

## Resultados

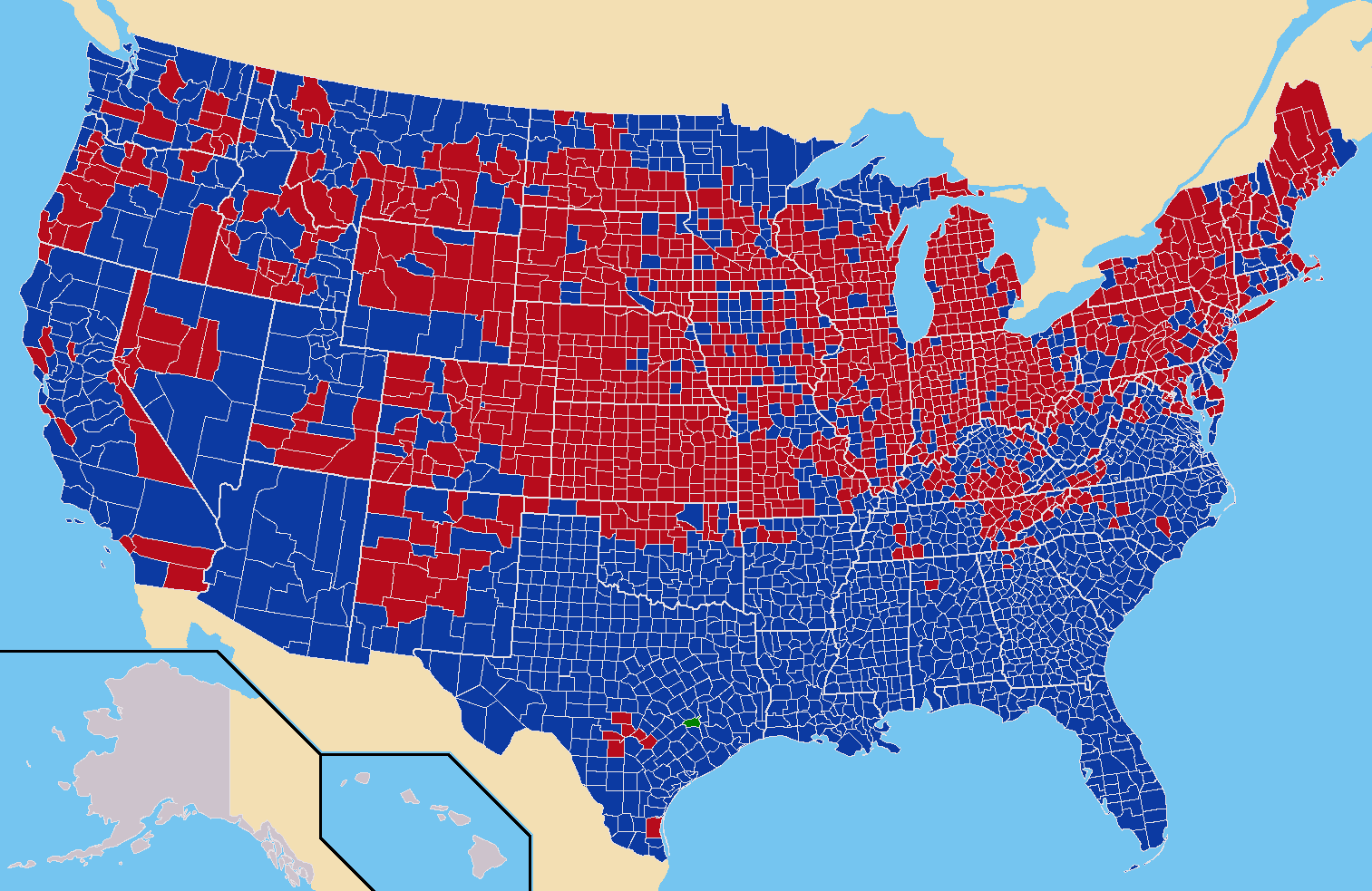
Resultados por condados:
Franklin D. Roosevelt
Thomas E. Dewey
Texas Regulars (nenhum candidato)

Ao longo da campanha, Roosevelt liderou contra Dewey em todas as pesquisas por margens variáveis. No dia da eleição, o candidato democrata obteve uma vitória bastante confortável sobre seu desafiante republicano. Roosevelt conquistou 36 estados com 432 votos dos colégios eleitorais (266 eram necessários para vencer), enquanto Dewey conquistou doze estados e 99 votos eleitorais. No voto popular, Roosevelt obteve 25 612 916 (53,4%) votos contra 22 017 929 de Dewey (45,9%).
A questão importante era qual líder, Roosevelt ou Dewey, deveria ser escolhido para os dias críticos da construção da paz e reconstrução após a conclusão da guerra. A maioria dos eleitores americanos concluiu que eles deveriam manter o partido no governo e, em particular, o presidente que o representava. Eles também acharam inseguro mudar em "tempo de guerra", tendo em vista as crescentes divergências domésticas.
Dewey se saiu melhor contra Roosevelt do que qualquer um dos três adversários republicanos anteriores de Roosevelt: a porcentagem e a margem total de votos de Roosevelt foram menores que em 1940. Dewey também ganhou a satisfação pessoal de terminar à frente de Roosevelt em sua cidade natal, Hyde Park, Nova York, e à frente de Truman em sua cidade natal, Independence, Missouri. Dewey se tornaria novamente o candidato presidencial republicano em 1948, desafiando o presidente Truman (que assumira o cargo na morte de Roosevelt) e voltaria a perder, embora por margens um pouco menores de voto popular e eleitoral.
Dos 3 095 municípios/cidades independentes que retornaram, Roosevelt obteve os votos mais populares em 1 751 (56,58%), enquanto Dewey levou  (43,39%). Em Nova York, apenas o apoio combinado dos partidos trabalhista e liberal americano (prometido a Roosevelt, mas independente dos democratas de manter suas identidades) permitiu a Roosevelt ganhar os votos eleitorais de seu estado de origem.
| Resultado geral da eleição presidencial dos Estados Unidos de 1944 | Resultado geral da eleição presidencial dos Estados Unidos de 1944 | Resultado geral da eleição presidencial dos Estados Unidos de 1944 | Resultado geral da eleição presidencial dos Estados Unidos de 1944 | Resultado geral da eleição presidencial dos Estados Unidos de 1944 | Resultado geral da eleição presidencial dos Estados Unidos de 1944 | Resultado geral da eleição presidencial dos Estados Unidos de 1944 | Resultado geral da eleição presidencial dos Estados Unidos de 1944 | Resultado geral da eleição presidencial dos Estados Unidos de 1944 |
| Candidato a presidente                                             | Estado de origem                                                   | Candidato a vice-presidente                                        | Estado de origem                                                   | Partido                                                            | Partido                                                            | Voto popular                                                       | Voto popular                                                       | Colégio Eleitoral                                                  |
| Candidato a presidente                                             | Estado de origem                                                   | Candidato a vice-presidente                                        | Estado de origem                                                   | Partido                                                            | Partido                                                            | Votos                                                              | Porcentagem                                                        | Colégio Eleitoral                                                  |
| ------------------------------------------------------------------ | ------------------------------------------------------------------ | ------------------------------------------------------------------ | ------------------------------------------------------------------ | ------------------------------------------------------------------ | ------------------------------------------------------------------ | ------------------------------------------------------------------ | ------------------------------------------------------------------ | ------------------------------------------------------------------ |
| Franklin D. Roosevelt                                              | Nova Iorque                                                        | Harry S. Truman                                                    | Missouri                                                           |                                                                    | Democrata                                                          | 25 612 916                                                         | 53,39%                                                             | 432                                                                |
| Thomas E. Dewey                                                    | Nova Iorque                                                        | John W. Bricker                                                    | Ohio                                                               |                                                                    | Republicano                                                        | 22 017 929                                                         | 45,89%                                                             | 99                                                                 |
| Nenhum candidato                                                   |                                                                    | Nenhum candidato                                                   |                                                                    |                                                                    | Texas Regulars                                                     | 143 238                                                            | 0,30%                                                              | 0                                                                  |
| Norman Thomas                                                      | Nova Iorque                                                        | Darlington Hoopes                                                  | Pensilvânia                                                        |                                                                    | Socialista                                                         | 79 017                                                             | 0,16%                                                              | 0                                                                  |
| Claude A. Watson                                                   | Califórnia                                                         | Andrew N. Johnson                                                  | Kentucky                                                           |                                                                    | Proibição                                                          | 74 758                                                             | 0,16%                                                              | 0                                                                  |
| Edward A. Teichert                                                 | Pensilvânia                                                        | Arla Arbaugh                                                       | Ohio                                                               |                                                                    | Trabalhista-Socialista                                             | 45 188                                                             | 0,09%                                                              | 0                                                                  |
| Outros                                                             | Outros                                                             | Outros                                                             | Outros                                                             | Outros                                                             | Outros                                                             | 11 816                                                             | 0,02%                                                              | 0                                                                  |
| Total                                                              | Total                                                              | Total                                                              | Total                                                              | Total                                                              | Total                                                              | 47 977 063                                                         | 100%                                                               | 531                                                                |
| Necessários para vencer                                            | Necessários para vencer                                            | Necessários para vencer                                            | Necessários para vencer                                            | Necessários para vencer                                            | Necessários para vencer                                            | Necessários para vencer                                            | Necessários para vencer                                            | 266                                                                |

| Resultados por estado da eleição presidencial dos Estados Unidos de 1944 | Resultados por estado da eleição presidencial dos Estados Unidos de 1944 | Resultados por estado da eleição presidencial dos Estados Unidos de 1944 | Resultados por estado da eleição presidencial dos Estados Unidos de 1944 | Resultados por estado da eleição presidencial dos Estados Unidos de 1944 | Resultados por estado da eleição presidencial dos Estados Unidos de 1944 | Resultados por estado da eleição presidencial dos Estados Unidos de 1944 | Resultados por estado da eleição presidencial dos Estados Unidos de 1944 | Resultados por estado da eleição presidencial dos Estados Unidos de 1944 | Resultados por estado da eleição presidencial dos Estados Unidos de 1944 | Resultados por estado da eleição presidencial dos Estados Unidos de 1944 | Resultados por estado da eleição presidencial dos Estados Unidos de 1944 | Resultados por estado da eleição presidencial dos Estados Unidos de 1944 | Resultados por estado da eleição presidencial dos Estados Unidos de 1944 | Resultados por estado da eleição presidencial dos Estados Unidos de 1944 | Resultados por estado da eleição presidencial dos Estados Unidos de 1944 |  |
| ------------------------------------------------------------------------ | ------------------------------------------------------------------------ | ------------------------------------------------------------------------ | ------------------------------------------------------------------------ | ------------------------------------------------------------------------ | ------------------------------------------------------------------------ | ------------------------------------------------------------------------ | ------------------------------------------------------------------------ | ------------------------------------------------------------------------ | ------------------------------------------------------------------------ | ------------------------------------------------------------------------ | ------------------------------------------------------------------------ | ------------------------------------------------------------------------ | ------------------------------------------------------------------------ | ------------------------------------------------------------------------ | ------------------------------------------------------------------------ |  |
|                                                                          |                                                                          | Franklin D. Roosevelt Democrata                                          | Franklin D. Roosevelt Democrata                                          | Franklin D. Roosevelt Democrata                                          | Thomas E. Dewey Republicano                                              | Thomas E. Dewey Republicano                                              | Thomas E. Dewey Republicano                                              | Outros                                                                   | Outros                                                                   | Outros                                                                   | Total por estado                                                         | Total por estado                                                         |                                                                          |                                                                          |                                                                          |  |
| Estado                                                                   | Votos do Colégio Eleitoral                                               | Votos populares                                                          | %                                                                        | Votos do Colégio Eleitoral                                               | Votos populares                                                          | %                                                                        | Votos do Colégio Eleitoral                                               | Votos populares                                                          | %                                                                        | Votos do Colégio Eleitoral                                               | Votos populares                                                          | Sigla                                                                    |                                                                          |                                                                          |                                                                          |  |
| Alabama                                                                  | 11                                                                       | 198 918                                                                  | 81,3                                                                     | 11                                                                       | 44 540                                                                   | 18,2                                                                     | -                                                                        | 1 285                                                                    | 0,5                                                                      | -                                                                        | 244 743                                                                  | AL                                                                       |                                                                          |                                                                          |                                                                          |  |
| Arizona                                                                  | 4                                                                        | 80 926                                                                   | 58,8                                                                     | 4                                                                        | 56 287                                                                   | 40,9                                                                     | -                                                                        | 421                                                                      | 0,3                                                                      | -                                                                        | 137 634                                                                  | AZ                                                                       |                                                                          |                                                                          |                                                                          |  |
| Arkansas                                                                 | 9                                                                        | 148 965                                                                  | 70,0                                                                     | 9                                                                        | 63 551                                                                   | 29,8                                                                     | -                                                                        | 438                                                                      | 0,2                                                                      | -                                                                        | 212 954                                                                  | AR                                                                       |                                                                          |                                                                          |                                                                          |  |
| Califórnia                                                               | 25                                                                       | 1 988 564                                                                | 56,5                                                                     | 25                                                                       | 1 512 965                                                                | 43,0                                                                     | -                                                                        | 19 346                                                                   | 0,6                                                                      | -                                                                        | 3 520 875                                                                | CA                                                                       |                                                                          |                                                                          |                                                                          |  |
| Colorado                                                                 | 6                                                                        | 234 331                                                                  | 46,4                                                                     | -                                                                        | 268 731                                                                  | 53,2                                                                     | 6                                                                        | 1 977                                                                    | 0,4                                                                      | -                                                                        | 505 039                                                                  | CO                                                                       |                                                                          |                                                                          |                                                                          |  |
| Connecticut                                                              | 8                                                                        | 435 146                                                                  | 52,3                                                                     | 8                                                                        | 390 527                                                                  | 46,9                                                                     | -                                                                        | 6 317                                                                    | 0,8                                                                      | -                                                                        | 831 990                                                                  | CT                                                                       |                                                                          |                                                                          |                                                                          |  |
| Delaware                                                                 | 3                                                                        | 68 166                                                                   | 54,4                                                                     | 3                                                                        | 56 747                                                                   | 45,2                                                                     | -                                                                        | 448                                                                      | 0,4                                                                      | -                                                                        | 125 361                                                                  | DE                                                                       |                                                                          |                                                                          |                                                                          |  |
| Flórida                                                                  | 8                                                                        | 339 377                                                                  | 70,3                                                                     | 8                                                                        | 143 215                                                                  | 29,7                                                                     | -                                                                        | sem votos                                                                | sem votos                                                                | sem votos                                                                | 482 592                                                                  | FL                                                                       |                                                                          |                                                                          |                                                                          |  |
| Geórgia                                                                  | 12                                                                       | 268 187                                                                  | 81,7                                                                     | 12                                                                       | 59 880                                                                   | 18,3                                                                     | -                                                                        | 42                                                                       | 0,0                                                                      | -                                                                        | 328 109                                                                  | GA                                                                       |                                                                          |                                                                          |                                                                          |  |
| Idaho                                                                    | 4                                                                        | 107 399                                                                  | 51,6                                                                     | 4                                                                        | 100 137                                                                  | 48,1                                                                     | -                                                                        | 785                                                                      | 0,4                                                                      | -                                                                        | 208 321                                                                  | ID                                                                       |                                                                          |                                                                          |                                                                          |  |
| Illinois                                                                 | 28                                                                       | 2 079 479                                                                | 51,5                                                                     | 28                                                                       | 1 939 314                                                                | 48,1                                                                     | -                                                                        | 17 268                                                                   | 0,4                                                                      | -                                                                        | 4 036 031                                                                | IL                                                                       |                                                                          |                                                                          |                                                                          |  |
| Indiana                                                                  | 13                                                                       | 781 403                                                                  | 46,7                                                                     | -                                                                        | 875 891                                                                  | 52,4                                                                     | 13                                                                       | 14 797                                                                   | 0,9                                                                      | -                                                                        | 1 672 091                                                                | IN                                                                       |                                                                          |                                                                          |                                                                          |  |
| Iowa                                                                     | 10                                                                       | 499 876                                                                  | 47,5                                                                     | -                                                                        | 547 267                                                                  | 52,0                                                                     | 10                                                                       | 5 456                                                                    | 0,5                                                                      | -                                                                        | 1 052 599                                                                | IA                                                                       |                                                                          |                                                                          |                                                                          |  |
| Kansas                                                                   | 8                                                                        | 287 458                                                                  | 39,2                                                                     | -                                                                        | 442 096                                                                  | 60,3                                                                     | 8                                                                        | 4 222                                                                    | 0,6                                                                      | -                                                                        | 733 776                                                                  | KS                                                                       |                                                                          |                                                                          |                                                                          |  |
| Kentucky                                                                 | 11                                                                       | 472 589                                                                  | 54,5                                                                     | 11                                                                       | 392 448                                                                  | 45,2                                                                     | -                                                                        | 2 884                                                                    | 0,3                                                                      | -                                                                        | 867 921                                                                  | KY                                                                       |                                                                          |                                                                          |                                                                          |  |
| Louisiana                                                                | 10                                                                       | 281 564                                                                  | 80,6                                                                     | 10                                                                       | 67 750                                                                   | 19,4                                                                     | -                                                                        | 69                                                                       | 0,0                                                                      | -                                                                        | 349 383                                                                  | LA                                                                       |                                                                          |                                                                          |                                                                          |  |
| Maine                                                                    | 5                                                                        | 140 631                                                                  | 47,5                                                                     | -                                                                        | 155 434                                                                  | 52,4                                                                     | 5                                                                        | 335                                                                      | 0,1                                                                      | -                                                                        | 296 400                                                                  | ME                                                                       |                                                                          |                                                                          |                                                                          |  |
| Maryland                                                                 | 8                                                                        | 315 490                                                                  | 51,9                                                                     | 8                                                                        | 292 949                                                                  | 48,2                                                                     | -                                                                        | sem votos                                                                | sem votos                                                                | sem votos                                                                | 608 439                                                                  | MD                                                                       |                                                                          |                                                                          |                                                                          |  |
| Massachusetts                                                            | 16                                                                       | 1 035 296                                                                | 52,8                                                                     | 16                                                                       | 921 350                                                                  | 47,0                                                                     | -                                                                        | 4 019                                                                    | 0,2                                                                      | -                                                                        | 1 960 665                                                                | MA                                                                       |                                                                          |                                                                          |                                                                          |  |
| Michigan                                                                 | 19                                                                       | 1 106 899                                                                | 50,2                                                                     | 19                                                                       | 1 084 423                                                                | 49,2                                                                     | -                                                                        | 13 901                                                                   | 0,6                                                                      | -                                                                        | 2 205 223                                                                | MI                                                                       |                                                                          |                                                                          |                                                                          |  |
| Minnesota                                                                | 11                                                                       | 589 864                                                                  | 52,4                                                                     | 11                                                                       | 527 416                                                                  | 46,9                                                                     | -                                                                        | 8 249                                                                    | 0,7                                                                      | -                                                                        | 1 125 529                                                                | MN                                                                       |                                                                          |                                                                          |                                                                          |  |
| Mississippi                                                              | 9                                                                        | 168 479                                                                  | 93,6                                                                     | 9                                                                        | 11 601                                                                   | 6,4                                                                      | -                                                                        | sem votos                                                                | sem votos                                                                | sem votos                                                                | 180 080                                                                  | MS                                                                       |                                                                          |                                                                          |                                                                          |  |
| Missouri                                                                 | 15                                                                       | 807 804                                                                  | 51,4                                                                     | 15                                                                       | 761 524                                                                  | 48,4                                                                     | -                                                                        | 3 146                                                                    | 0,2                                                                      | -                                                                        | 1 572 474                                                                | MO                                                                       |                                                                          |                                                                          |                                                                          |  |
| Montana                                                                  | 4                                                                        | 112 556                                                                  | 54,3                                                                     | 4                                                                        | 93 163                                                                   | 44,9                                                                     | -                                                                        | 1 636                                                                    | 0,8                                                                      | -                                                                        | 207 355                                                                  | MT                                                                       |                                                                          |                                                                          |                                                                          |  |
| Nebraska                                                                 | 6                                                                        | 233 246                                                                  | 41,4                                                                     | -                                                                        | 329 880                                                                  | 58,9                                                                     | 6                                                                        | sem votos                                                                | sem votos                                                                | sem votos                                                                | 563 126                                                                  | NE                                                                       |                                                                          |                                                                          |                                                                          |  |
| Nevada                                                                   | 3                                                                        | 29 623                                                                   | 54,6                                                                     | 3                                                                        | 24 611                                                                   | 45,4                                                                     | -                                                                        | sem votos                                                                | sem votos                                                                | sem votos                                                                | 54 234                                                                   | NV                                                                       |                                                                          |                                                                          |                                                                          |  |
| Nova Hampshire                                                           | 4                                                                        | 119 663                                                                  | 52,1                                                                     | 4                                                                        | 109 916                                                                  | 47,9                                                                     | -                                                                        | 46                                                                       | 0,0                                                                      | -                                                                        | 229 625                                                                  | NH                                                                       |                                                                          |                                                                          |                                                                          |  |
| Nova Jersey                                                              | 16                                                                       | 987 874                                                                  | 50,3                                                                     | 16                                                                       | 961 335                                                                  | 49,0                                                                     | -                                                                        | 14 552                                                                   | 0,7                                                                      | -                                                                        | 1 963 761                                                                | NJ                                                                       |                                                                          |                                                                          |                                                                          |  |
| Novo México                                                              | 4                                                                        | 81 389                                                                   | 53,4                                                                     | 4                                                                        | 70 688                                                                   | 46,4                                                                     | -                                                                        | 148                                                                      | 0,1                                                                      | -                                                                        | 152 225                                                                  | NM                                                                       |                                                                          |                                                                          |                                                                          |  |
| Nova Iorque                                                              | 47                                                                       | 3 304 238                                                                | 52,3                                                                     | 47                                                                       | 2 987 647                                                                | 47,3                                                                     | -                                                                        | 24 905                                                                   | 0,4                                                                      | -                                                                        | 6 316 790                                                                | NY                                                                       |                                                                          |                                                                          |                                                                          |  |
| Carolina do Norte                                                        | 14                                                                       | 527 399                                                                  | 66,7                                                                     | 14                                                                       | 263 155                                                                  | 33,3                                                                     | -                                                                        | sem votos                                                                | sem votos                                                                | sem votos                                                                | 790 554                                                                  | NC                                                                       |                                                                          |                                                                          |                                                                          |  |
| Dakota do Norte                                                          | 4                                                                        | 100 144                                                                  | 45,5                                                                     | -                                                                        | 118 535                                                                  | 53,8                                                                     | 4                                                                        | 1 492                                                                    | 0,7                                                                      | -                                                                        | 220 171                                                                  | ND                                                                       |                                                                          |                                                                          |                                                                          |  |
| Ohio                                                                     | 25                                                                       | 1 570 763                                                                | 49,8                                                                     | -                                                                        | 1 582 293                                                                | 50,2                                                                     | 25                                                                       | sem votos                                                                | sem votos                                                                | sem votos                                                                | 3 153 056                                                                | OH                                                                       |                                                                          |                                                                          |                                                                          |  |
| Oklahoma                                                                 | 10                                                                       | 401 549                                                                  | 55,6                                                                     | 10                                                                       | 319 424                                                                  | 44,2                                                                     | -                                                                        | 1 663                                                                    | 0,2                                                                      | -                                                                        | 722 636                                                                  | OK                                                                       |                                                                          |                                                                          |                                                                          |  |
| Oregon                                                                   | 6                                                                        | 248 635                                                                  | 51,8                                                                     | 6                                                                        | 225 365                                                                  | 46,9                                                                     | -                                                                        | 6 147                                                                    | 1,3                                                                      | -                                                                        | 480 147                                                                  | OR                                                                       |                                                                          |                                                                          |                                                                          |  |
| Pensilvânia                                                              | 35                                                                       | 1 940 479                                                                | 51,1                                                                     | 35                                                                       | 1 835 054                                                                | 48,4                                                                     | -                                                                        | 19 260                                                                   | 0,5                                                                      | -                                                                        | 3 794 793                                                                | PA                                                                       |                                                                          |                                                                          |                                                                          |  |
| Rhode Island                                                             | 4                                                                        | 175 356                                                                  | 58,6                                                                     | 4                                                                        | 123 487                                                                  | 41,3                                                                     | -                                                                        | 433                                                                      | 0,1                                                                      | -                                                                        | 299 276                                                                  | RI                                                                       |                                                                          |                                                                          |                                                                          |  |
| Carolina do Sul                                                          | 8                                                                        | 90 601                                                                   | 87,6                                                                     | 8                                                                        | 4 610                                                                    | 4,5                                                                      | -                                                                        | 8 164                                                                    | 7,9                                                                      | -                                                                        | 103 375                                                                  | SC                                                                       |                                                                          |                                                                          |                                                                          |  |
| Dakota do Sul                                                            | 4                                                                        | 96 711                                                                   | 41,7                                                                     | -                                                                        | 135 365                                                                  | 58,3                                                                     | 4                                                                        | sem votos                                                                | sem votos                                                                | sem votos                                                                | 232 076                                                                  | SD                                                                       |                                                                          |                                                                          |                                                                          |  |
| Tennessee                                                                | 12                                                                       | 308 707                                                                  | 60,5                                                                     | 12                                                                       | 200 311                                                                  | 39,2                                                                     | -                                                                        | 1 674                                                                    | 0,3                                                                      | -                                                                        | 510 692                                                                  | TN                                                                       |                                                                          |                                                                          |                                                                          |  |
| Texas                                                                    | 23                                                                       | 821 605                                                                  | 71,4                                                                     | 23                                                                       | 191 425                                                                  | 16,6                                                                     | -                                                                        | 137 301                                                                  | 11,9                                                                     | -                                                                        | 1 150 331                                                                | TX                                                                       |                                                                          |                                                                          |                                                                          |  |
| Utah                                                                     | 4                                                                        | 150 088                                                                  | 60,9                                                                     | 4                                                                        | 97 891                                                                   | 39,4                                                                     | -                                                                        | 340                                                                      | 0,1                                                                      | -                                                                        | 248 319                                                                  | UT                                                                       |                                                                          |                                                                          |                                                                          |  |
| Vermont                                                                  | 3                                                                        | 53 820                                                                   | 42,9                                                                     | -                                                                        | 71 527                                                                   | 57,1                                                                     | 3                                                                        | 14                                                                       | 0,0                                                                      | -                                                                        | 125 361                                                                  | VT                                                                       |                                                                          |                                                                          |                                                                          |  |
| Virgínia                                                                 | 11                                                                       | 242 276                                                                  | 62,4                                                                     | 11                                                                       | 145 243                                                                  | 37,4                                                                     | -                                                                        | 966                                                                      | 0,3                                                                      | -                                                                        | 388 485                                                                  | VA                                                                       |                                                                          |                                                                          |                                                                          |  |
| Washington                                                               | 8                                                                        | 486 774                                                                  | 56,8                                                                     | 8                                                                        | 361 689                                                                  | 42,2                                                                     | -                                                                        | 7 865                                                                    | 0,9                                                                      | -                                                                        | 856 328                                                                  | WA                                                                       |                                                                          |                                                                          |                                                                          |  |
| Virgínia Ocidental                                                       | 8                                                                        | 392 777                                                                  | 54,9                                                                     | 8                                                                        | 322 819                                                                  | 45,1                                                                     | -                                                                        | sem votos                                                                | sem votos                                                                | sem votos                                                                | 715 596                                                                  | WV                                                                       |                                                                          |                                                                          |                                                                          |  |
| Wisconsin                                                                | 12                                                                       | 650 413                                                                  | 48,6                                                                     | -                                                                        | 674 532                                                                  | 50,4                                                                     | 12                                                                       | 14 207                                                                   | 1,1                                                                      | -                                                                        | 1 339 152                                                                | WI                                                                       |                                                                          |                                                                          |                                                                          |  |
| Wyoming                                                                  | 3                                                                        | 49 419                                                                   | 48,8                                                                     | -                                                                        | 51 921                                                                   | 51,2                                                                     | 3                                                                        | sem votos                                                                | sem votos                                                                | sem votos                                                                | 101 340                                                                  | WY                                                                       |                                                                          |                                                                          |                                                                          |  |
| TOTAL:                                                                   | 531                                                                      | 25 612 916                                                               | 53,4                                                                     | 432                                                                      | 22 017 929                                                               | 45,9                                                                     | 99                                                                       | 346 218                                                                  | 0,7                                                                      | -                                                                        | 47 977 063                                                               |                                                                          |                                                                          |                                                                          |                                                                          |  |
| PARA VENCER:                                                             | 266                                                                      |                                                                          |                                                                          |                                                                          |                                                                          |                                                                          |                                                                          |                                                                          |                                                                          |                                                                          |                                                                          |                                                                          |                                                                          |                                                                          |                                                                          |  |